# Новочебоксарск
Новочебоксарск (рус. Новочебоксарск) град је у Русији у републици Чувашија. Према попису становништва из 2010. у граду је живело 124.113 становника.

## Становништво
Према прелиминарним подацима са пописа, у граду је 2010. живело 124.113 становника, 1.744 (1,39%) мање него 2002.
| 1970.  | 1979.  | 1989.   | 2002.   | 2010.   |
| ------ | ------ | ------- | ------- | ------- |
| 38.864 | 85.307 | 114.760 | 125.857 | 124.097 |

## Градови побратими
- Климовск
- Стерлитамак
- Жатец